# Greenwich Savings Bank Building
El Greenwich Savings Bank Building (también conocido como Haier Building y 1356 Broadway) es un edificio de oficinas en 1352-1362 Broadway en el barrio de Midtown Manhattan de la ciudad de Nueva York. Construido como la sede de la Caja de Ahorros de Greenwich de 1922 a 1924, ocupa una parcela trapezoidal delimitada por la calle 36 al sur, la Sexta Avenida al este y Broadway al oeste.
El edificio de la Caja de Ahorros de Greenwich fue diseñado en el estilo neorrenacentista por York y Sawyer. El exterior, que envuelve los tres lados del edificio, consta de una base de bloques de piedra rusticados, encima de los cuales hay columnatas de estilo corintio. Estructuralmente, el edificio consta de una estructura de acero. En el interior hay una sala de banca elíptica con columnas corintias de piedra caliza, paredes de granito, piso de mármol y un techo abovedado y artesonado con una gran claraboya. Las pantallas de los cajeros de bronce contienen esculturas de Minerva (que simboliza la sabiduría) y Mercurio (que representa el comercio).
El edificio de la Caja de Ahorros de Greenwich se inauguró en mayo de 1924 y funcionó como sede de ese banco hasta 1981. Posteriormente, el edificio fue ocupado por otros bancos durante dos décadas. El edificio fue comprado por la empresa china de electrodomésticos Haier en 2001 y poco después pasó a llamarse Haier. El espacio bancario se convirtió en un espacio para eventos llamado Gotham Hall, mientras que Haier ocupó el sótano hasta 2014. La fachada y el vestíbulo del edificio se convirtieron en puntos de referencia designados por la ciudad de Nueva York en 1992, y el edificio se agregó al Registro Nacional de Lugares Históricos en 2005.

## Sitio
El edificio Greenwich Savings Bank está en la acera norte de la calle 36, recorriendo toda la cuadra entre la Sexta Avenida (Avenida de las Américas) hacia el este y Broadway hacia el oeste, en el vecindario Midtown Manhattan de la ciudad de Nueva York. El terreno del edificio cubre 2 m². El edificio tiene una fachada de unos 32 m en Broadway, 48 m en la calle 36, y 30 m en la Sexta Avenida. Debido a que Broadway corre en diagonal a la cuadrícula de calles de Manhattan, el terreno es trapezoidal, con la fachada occidental de Broadway en un ángulo irregular.
Antes de la construcción del edificio de la Caja de Ahorros de Greenwich, el edificio Sheridan de dos pisos ocupaba el sitio. La tierra era propiedad de la finca Van Ingen inmediatamente antes de que el banco la comprara en 1921. El vecindario se había vuelto denso después de la Primera Guerra Mundial con la construcción de hoteles y tiendas, así como con el desarrollo de lo que ahora es el Garment District de Manhattan. El sitio al sur alguna vez contuvo el New York Herald Building, la sede de estilo Renaissance Revival del New York Herald. Debido a que el edificio Herald tenía un muelle de carga desde la calle 36, el diseño del banco no incluye ninguna entrada desde la calle 36 para aliviar la congestión allí.

## Diseño
El edificio de la Caja de Ahorros de Greenwich fue diseñado por los arquitectos del banco York y Sawyer en un estilo renacentista clásico, con un exterior de piedra caliza y arenisca. Fue construido por Marc Eidlitz & Son. El edificio consta de seis pisos sobre un sótano, con una superestructura interna con estructura de acero. Cuando se erigió el edificio en la década de 1920, los edificios bancarios independientes en la ciudad de Nueva York se estaban volviendo más frecuentes, y muchas de esas estructuras se estaban construyendo con detalles de diseño clásico. Según el Departamento de Planificación Urbana de la ciudad de Nueva York, el edificio tiene una superficie bruta de 7 m².
En la inauguración del edificio, The Wall Street Journal lo denominó "una obra arquitectónica maravillosa".  La revista Architect escribió: "Parece que vale la pena [sic] agradecer a todos los interesados en la construcción del banco y en el suministro de todos sus variados detalles ".

### Fachada
La fachada, que envuelve tres lados del edificio, consta de una base de muros de granito rosa rústico, sobre los cuales se encuentran columnas de estilo corintio. La fachada principal del edificio Greenwich Savings Bank está en Broadway, donde hay un podio rústico saliente, un pórtico y un ático. La fachada de la Sexta Avenida, en la parte trasera, es similar a la fachada de Broadway pero es un poco más angosta porque la fachada de la Sexta Avenida es la más corta de las tres fachadas de calles. El edificio mide 24 m alto, igual a un edificio de seis o siete pisos, pero cuando se completó era más pequeño que muchos edificios vecinos.

#### Base

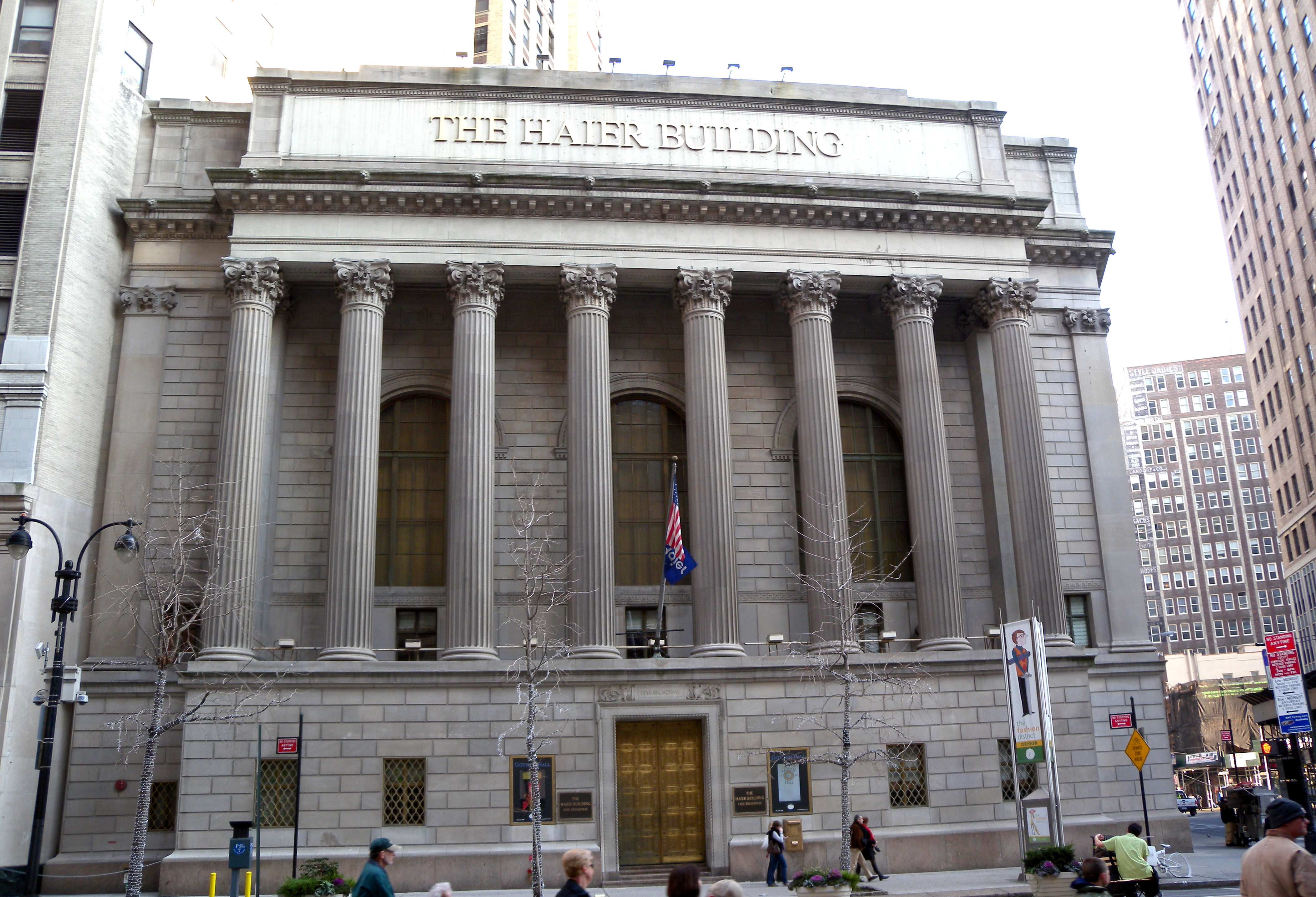
Visto desde Broadway

En el centro de la fachada de Broadway hay una entrada con un marco moldeado al que se accede por cuatro escalones hechos de granito rosa. El portal de entrada contiene una puerta doble realizada en bronce con relieves clásicos. Los plafones debajo de la puerta tienen paneles moldeados cuadrados y rectangulares. Un letrero eléctrico se cuelga debajo de la parte superior de la entrada. Una tablilla con orejas con las palabras talladas.1356 broadway está inscrito sobre la parte superior de la entrada, flanqueado por grifos tallados. Una vez hubo placas de metal con el nombre del propietario a cada lado de la puerta. A ambos lados de la entrada hay tres aberturas de ventanas. La abertura más cercana a la entrada a cada lado contiene marcos de bronce. Las dos aberturas exteriores a cada lado contienen rejas de hierro sobre ellas, rodeadas por marcos de latón.
En la calle 36, hay diez ventanas, agrupadas en cinco cada una en los extremos este y oeste de la fachada. Las ocho ventanas interiores contienen rejas de hierro encima de ellas. No hay puertas en la calle 36.
En Sixth Avenue, la base es muy similar a la de Broadway. Hay una puerta moldeada y puertas dobles de bronce cerca del centro de esta fachada. Debido a que el sitio se inclina ligeramente hacia arriba hacia el este, no hay escaleras frente a esta entrada. Además, la tablilla con orejas sobre la fachada de la Sexta Avenida lleva la palabra tallada985 sixth ave. Hay tres ventanas a cada lado de la entrada, las dos exteriores tienen rejas de hierro y la interior tiene marcos de bronce. Al sur del podio saliente hay una única ventana a nivel del suelo. Debido al ancho más estrecho, no hay una ventana correspondiente en el extremo norte de la fachada de la Sexta Avenida, que en cambio tiene una entrada para empleados y una puerta de bronce.

#### Columnatas
Los tres lados contienen columnas corintias estriadas que miden alrededor de 12 m altura y alrededor de 2 m de diámetro. En Broadway, sobre el podio del primer piso, hay un octaestilo corintio, un pórtico con ocho columnas. Detrás de la columnata, el techo del pórtico se divide en arcas. Detrás de la columnata se encuentran los bloques rústicos, así como tres grandes ventanales arqueados rematados por arquivoltas. Hay antae y pilastras sin estrías a ambos lados del octastyle. La parte inferior de la columnata consta de un dado, que corresponde al segundo piso y está rematado por un diseño de trastes. El dado contiene cinco ventanas rectangulares: tres correspondientes a los arcos superiores y dos exteriores a la columnata. Un entablamento, con arquitrabe y friso, corre por encima de las columnas y pilastras, envolviendo las otras dos fachadas. Encima hay una cornisa con modillones, así como cymatium que contiene cabezas de leones.
En la calle 36, la columnata consta de nueve columnas comprometidas, todas acanaladas. A ambos lados de las columnas comprometidas hay pilastras desnudas. Un dado atraviesa el segundo piso y contiene ocho ventanas, cuatro en cada extremo de la fachada de la calle 36. En cada extremo, las ventanas están dispuestas como una entre las pilastras y tres al lado de las columnas estriadas más externas. Cuando se diseñó el edificio de la Caja de Ahorros de Greenwich, el comité de construcción del banco decidió que sería mejor articular la fachada de la calle 36 con columnas encajadas en lugar de pilastras planas.
En la Sexta Avenida, la columnata también es de octaestilo, y el techo del pórtico está artesonado. Sin embargo, la disposición de las ventanas detrás de la columnata es diferente a la de Broadway. Dentro del dado, hay cuatro ventanas rectangulares, dos cada una en los extremos de la fachada. Arriba hay una única ventana arqueada con arquivolta, flanqueada por un par de ventanas rectangulares. Hay antae y pilastras sin estrías solo en el lado sur del octastyle.

#### Ático
En Broadway, el ático se enfrenta con piedra caliza lisa. El ático alguna vez contenía letras con el nombre del banco en ellas, que fueron reemplazadas por las de los propietarios posteriores. Una larga inscripción sobre el ático de Broadway daba la bienvenida a los visitantes del banco.  Esta inscripción fue escrita por el Rev. Russell Bowie, quien en el momento de la inauguración del edificio se desempeñaba como rector de Grace Church. Se hizo una modificación similar en la fachada de la Sexta Avenida, que también tenía letras con el nombre del banco. También hay una inscripción cubierta en la fachada de la Sexta Avenida, una frase sobre la fundación del edificio y ubicaciones anteriores. Sobre el ático hay una cornisa denticulada.
En la calle 36, el ático contiene paneles elevados en los extremos exteriores de esa fachada. Los paneles están alineados con las pilastras en el piso intermedio del edificio. Se instalaron tres ventanas en el ático en algún momento entre 1967 y 1971 para permitir la instalación de computadoras en el ático. Se instala una ventana entre cada conjunto de pilastras, mientras que la tercera ventana se instala sobre la columna más a la izquierda de la columnata.

### Interior

#### Vestíbulos

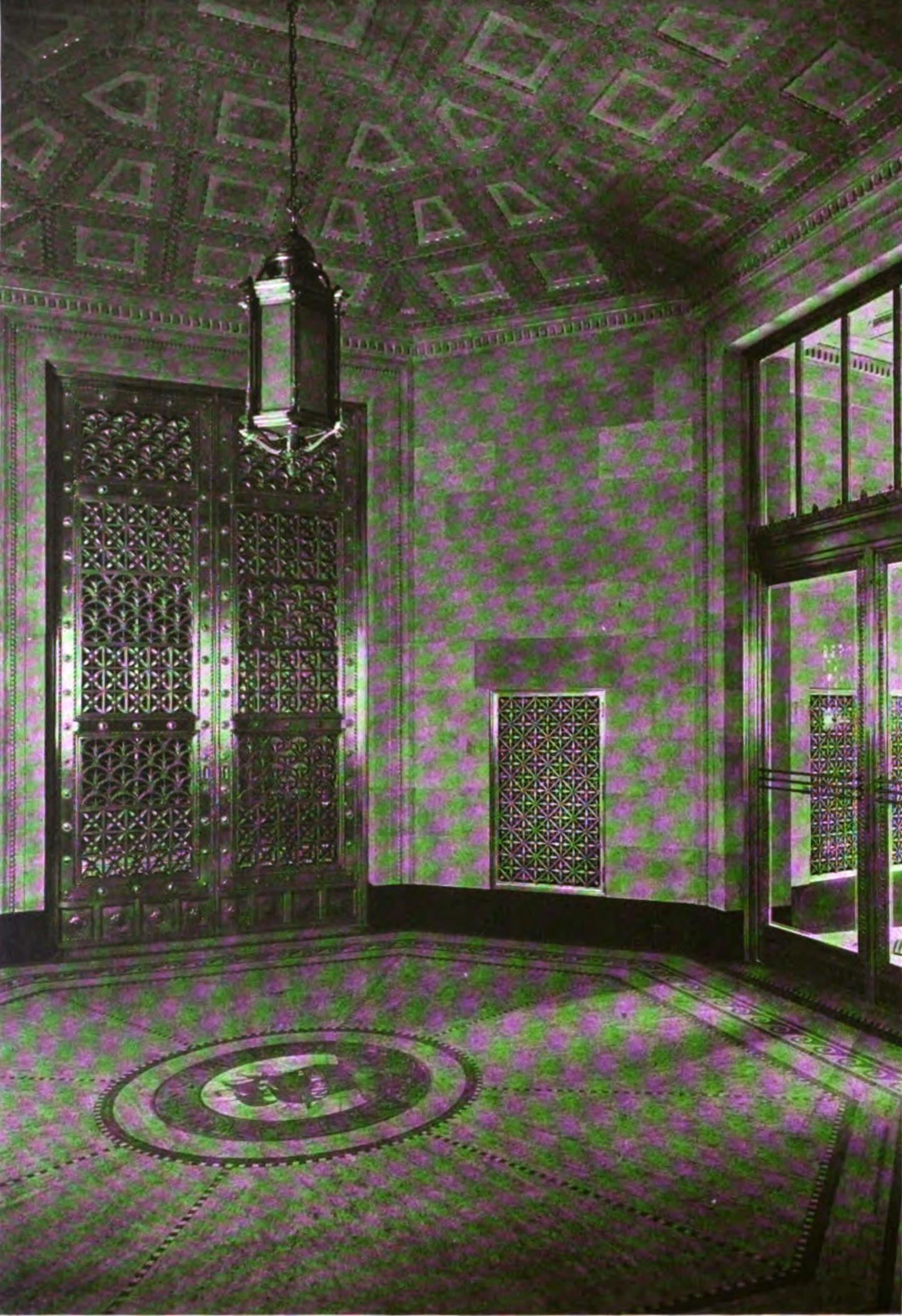
Foto digitalizada del vestíbulo de Broadway.

En el lado oeste de la planta baja, que sale de Broadway, hay un vestíbulo con forma de octágono irregular. Este vestíbulo tiene un suelo de mármol travertino bordeado por mármol negro belga. Una franja de teselas en blanco y negro y una doble franja de teselas negras recorren el suelo de mármol negro. El centro de la superficie del piso tiene una pastilla que mide 73,7 por 78,7 cm, que tiene una representación de un tritón de teselas negras dentro de un fondo de mármol verde y blanco y un borde de teselas en blanco y negro. Las paredes tienen rejillas de radiador de bronce forjado. Encima de la puerta doble que da a Broadway hay una ventana de popa con cinco paneles. El techo es de escayola y tiene arcas poco profundas. El vestíbulo en el lado este de la planta baja, que conduce desde la Sexta Avenida, tiene materiales casi idénticos al vestíbulo de Broadway, pero con dimensiones más altas. El vestíbulo de la Sexta Avenida también es cruciforme y simétrico, en lugar de tener una forma irregular.
Desde el vestíbulo de entrada de Broadway, una puerta giratoria conduce al este a otro espacio octagonal, un vestíbulo. Esta habitación tiene una forma simétrica que consiste en alternar lados más largos y más cortos, correspondiendo los lados más largos a las cuatro direcciones cardinales. El suelo del vestíbulo es de travertino con teselas. El centro de la superficie del piso tiene un medallón que muestra un barco de bronce sobre olas de mármol verde, rodeado por el nombre del banco. El vestíbulo tiene una pared de piedra caliza intercalada con piedra arenisca para crear un tono cálido. Mientras que el muro oeste tiene la puerta giratoria, los muros del norte, sur y este tienen pesadas rejas decorativas de bronce. Los muros más cortos, que corresponden a las direcciones intercardinales (noroeste, noreste, suroeste, sureste), contienen rejillas de radiador, sobre las cuales hay inscripciones en mayúscula con empastes de oro. El diseño del techo consta de un cuadrado en el centro, con un rosetón y una linterna hexagonal que cuelga del rosetón.
Al sur del vestíbulo de Broadway hay un espacio de forma irregular que se utilizó como oficina del contralor. La Contraloría cuenta con artesonado, molduras en las paredes, dos columnas de piedra y portales al vestíbulo y a la sala bancaria. Al norte del vestíbulo se encuentra un vestíbulo de escaleras con artesonado y paredes de piedra lisa, que conduce a una escalera con techo abovedado. El muro occidental de esta escalera tiene un vestíbulo que conduce a la sala de juntas; este vestíbulo tiene paredes de madera y techo de yeso. Tanto en el vestíbulo de la escalera como en el vestíbulo de la sala de juntas, el suelo está revestido de baldosas de forma similar al vestíbulo de Broadway.

#### Sala de banca

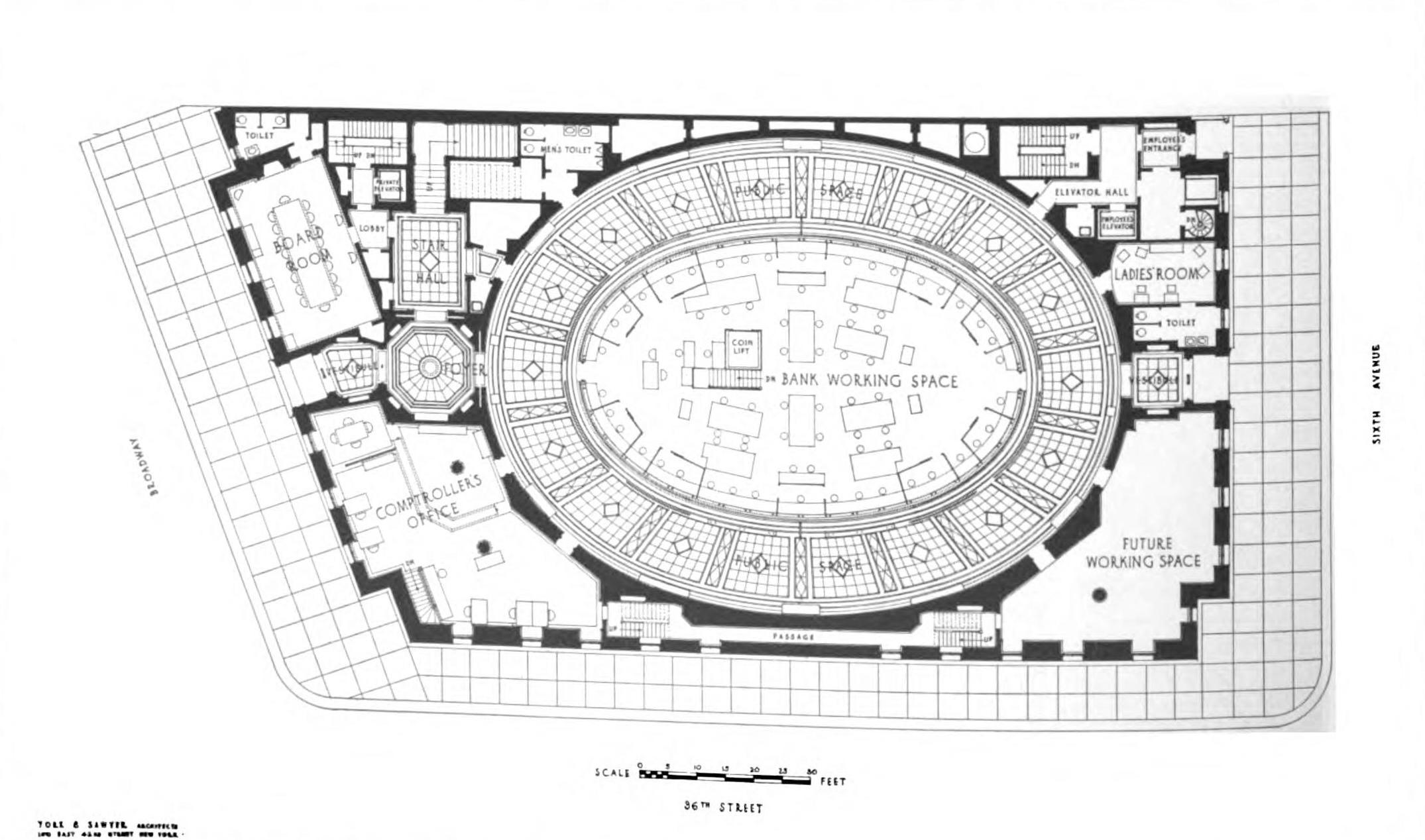
Disposición del primer piso, que representa la sala bancaria en el centro a la derecha, con el vestíbulo y el vestíbulo de Broadway a la izquierda y el vestíbulo de la Sexta Avenida a la derecha

La sala de banca elíptica fue diseñada para maximizar el uso del espacio en el lote trapezoidal. Se accede desde el vestíbulo de Broadway en el oeste y el vestíbulo de la Sexta Avenida en el este. Su ubicación pretendía aludir a un espacio de trabajo central. Esta habitación mide aproximadamente 49 m largo en su eje oeste-este y 27 m ancho en su eje norte-sur.  Los pisos están pavimentados en mármol con numerosos colores contrastantes, en un patrón que pretende parecerse al pavimento antiguo. Los bordes están hechos de mosaicos negros y beige, y las baldosas del piso están divididas en paneles con rombos de color verde mar y mosaicos negros en sus centros. El mostrador de los cajeros, en el centro de la sala, está hecho de mármol negro y dorado, coronado por una mampara de bronce con acabado dorado. El mostrador de los cajeros está sostenido por numerosos pares escultóricos de Minerva (que simboliza la sabiduría) y Mercurio (que representa el comercio), que están espaciados regularmente. Alrededor del perímetro de la habitación hay cuatro escritorios y cuatro mostradores sobre soportes de bronce, con mesas de vidrio biselado. También hay once bancos con patas decorativas de bronce.
Un podio hecho de piedra caliza y arenisca rústica recorre la sala del banco. Ocho apliques están montados en el podio, cuatro cada uno en las paredes norte y sur. Las paredes oeste y este tienen una logia corintia encima del podio, similar al exterior. Hay puertas dobles de bronce con paneles debajo de cada logia, cada una de las cuales está flanqueada por un par de antorchas de bronce. Las columnas y antae sobre cada juego de puertas están hechas de piedra caliza, y los capiteles de cada columna están hechos de piedra fundida. Las columnas se elevan unos 10 m. Entre cada par de columnas hay paneles de balaustrada de bronce que contienen patrones diagonales en "X". Detrás de estas logias están los entrepisos de Broadway y Sixth Avenue. En las paredes norte y sur, entre las logias, hay cinco aberturas de ventanas ciegas sobre el traste. Dos de estas aberturas ciegas están coronadas por tablillas con inscripciones relacionadas con el ahorro.
Un friso de piedra fundida, con motivos de guirnaldas y un candelabro, corre cerca de la parte superior del muro. Un entablamento con otra inscripción corre justo debajo del techo. El techo está compuesto por una cúpula de yeso artesonado que cuelga de un marco de acero. En el centro del techo hay un difusor de luz con un candelabro de bronce colgando de él. El espacio está iluminado por un tragaluz que mide 20 m largo y 11 m ancho. Se colgaron varios carritos pequeños del techo para ayudar a limpiar el tragaluz. El tragaluz mide aproximadamente 22 m encima del suelo en su punto más alto.

#### Otros espacios
Además de los vestíbulos, vestíbulos y sala bancaria, el edificio de la Caja de Ahorros de Greenwich se compone de un sótano y seis pisos de oficinas. Se describió que el sótano contenía casilleros, baños, almacenamiento y otras habitaciones que se encuentran principalmente en una caja de ahorros regular. Se llegaba a la bóveda directamente desde el pasillo de la escalera en el lado norte del vestíbulo de Broadway, con un elevador de monedas y una escalera que bajaba al nivel de la bóveda. La puerta de la bóveda, que pesa 36 LT; 36 t con un espesor de 1 m, era el segundo más grande de los Estados Unidos en el momento de la finalización del edificio, solo superado por la bóveda del Banco de la Reserva Federal de Cleveland. Había un teléfono y una pequeña salida de emergencia en la bóveda. La bóveda todavía existía en la década de 2000, pero el diseño del sótano había cambiado drásticamente.
Se colocaron dos entrepisos en el segundo piso, uno en Broadway y uno en la Sexta Avenida. Los espacios de trabajo de los oficiales del banco se colocaron en el entrepiso de Broadway, ya que los oficiales no requerían acceso inmediato a las instalaciones bancarias. La pared norte del entresuelo de Broadway se conecta a la escalera con bóveda de cañón que conduce desde el vestíbulo de Broadway. El espacio tiene tres paredes con revestimiento de madera en el norte, sur y oeste, mientras que la pared este da a la logia del pasillo bancario. El revestimiento de madera solo se eleva hasta el borde inferior de las grandes ventanas arqueadas que dan a Broadway. El resto de las paredes están revestidas de piedra rusticada, con rejas metálicas en la abertura de la ventana, mientras que el techo tiene arcas. Hay una habitación con chimenea, paredes con paneles de madera y puertas a otras habitaciones en el lado sur del entrepiso de Broadway. La sala del presidente estaba en la esquina suroeste de ese entrepiso, mientras que la sala del comité estaba contigua.
El entrepiso de la Sexta Avenida está diseñado de manera similar al entrepiso de Broadway. pero en un formato más simple. Las ventanas carecen de rejas, el techo carece de cofres y las paredes norte y sur conducen a otras habitaciones, ascensores y escaleras de incendios.
Los otros pisos contenían varios espacios. Había una cocina y una despensa en el lado norte del sexto piso, encima de la sala del banco, que daba servicio a dos comedores de oficiales frente a Broadway y un comedor de empleados frente a la Sexta Avenida. También había una zona de descanso para los dependientes. Los comedores y el área de descanso daban a la azotea donde había un espacio abierto para el esparcimiento de los empleados. También había un área de dormitorio para trabajadores. En la década de 2000, los pisos tercero y quinto se usaban solo para almacenamiento. El cuarto piso tenía una pequeña oficina y el sexto piso tenía varias oficinas, pero estas fueron completamente rediseñadas a partir de su detalle original.

## Historia
El Greenwich Savings Bank se fundó en 1833 y originalmente tenía su sede en 10-12 Carmine Street, cerca de Sixth Avenue en Greenwich Village, Manhattan. La sede original se trasladó en 1839 al 11 de la Sexta Avenida. El banco se trasladó en 1846 a 41 Sixth Avenue y en 1854 a 71-75 Sixth Avenue. En 1892, el banco se trasladó a la intersección de la Sexta Avenida y la Calle 16, más al norte en Chelsea. En la década de 1920, el desarrollo se estaba moviendo hacia el norte en Manhattan, y el banco quería un nuevo sitio que estuviera ubicado en el centro, en previsión de un mayor crecimiento.

### Desarrollo

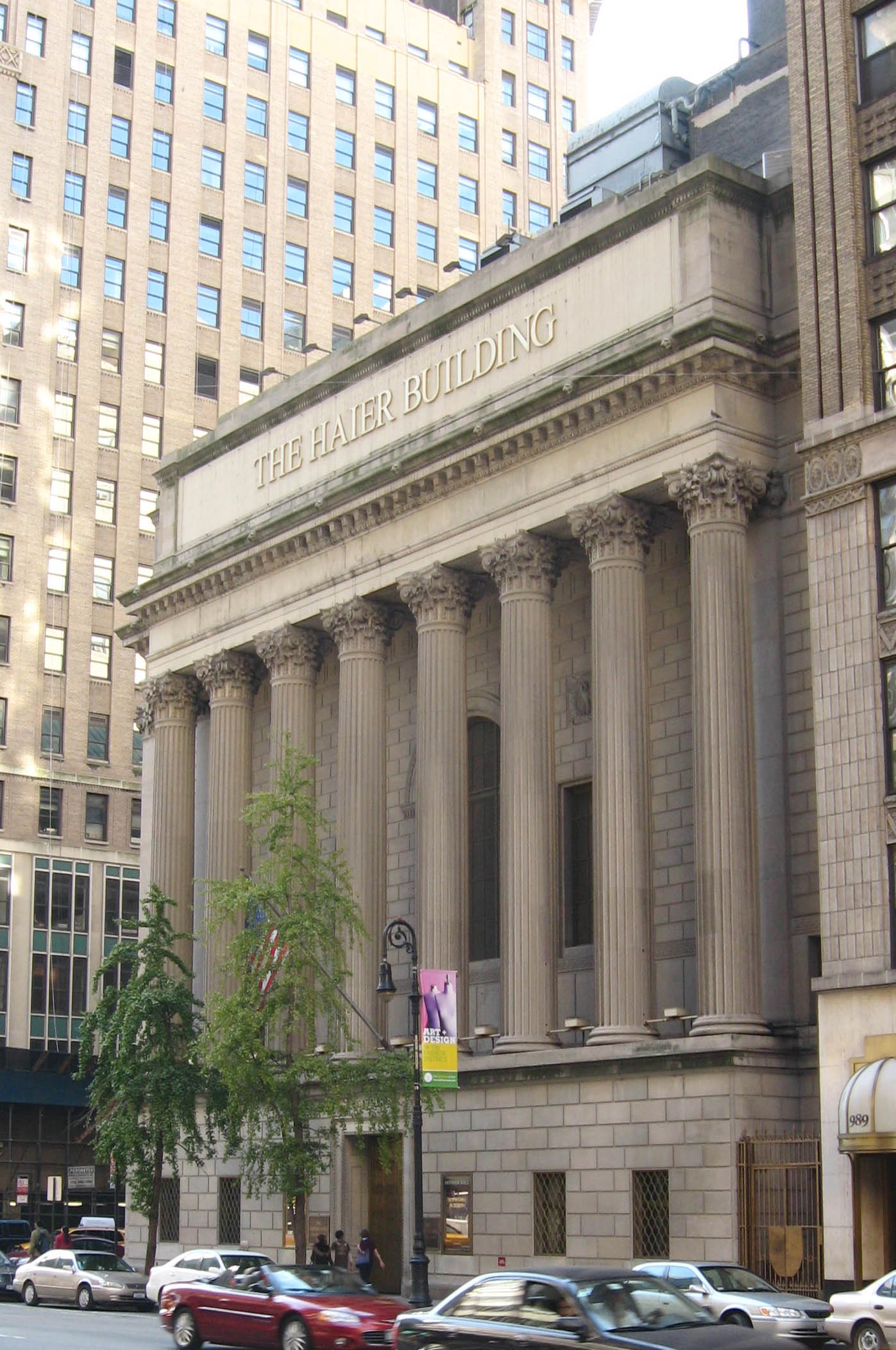
Visto en la Sexta Avenida

A principios de 1921, el Greenwich Savings Bank compró terrenos en Broadway y 36th Street en el centro de la ciudad por aproximadamente 1,4 millones de dólares. Al año siguiente, se organizó un comité de construcción para determinar un diseño para la estructura. El comité había decidido crear un edificio con muchos elementos del orden corintio. Además, como la sede del banco había estado en la Sexta Avenida durante casi toda su historia, el comité también planeó una fachada para dar a la Sexta Avenida. A principios de 1922, York y Sawyer fueron contratados como arquitectos, mientras que Marc Eidlitz & Son se adjudicó el contrato general. York y Sawyer podrían haber sido seleccionados debido a su trabajo previo con los funcionarios del banco, aunque no necesariamente en un contexto bancario.
El trabajo no pudo comenzar hasta que los contratos de arrendamiento de los inquilinos existentes expiraran el 1 de mayo de 1922. Posteriormente, comenzó la demolición de las estructuras existentes en el sitio. El arquitecto oficial, Charles M. Dutcher de York y Sawyer, presentó los planos ante la Oficina de Construcción de Manhattan en junio de 1922 con el banco estimado en 1 millón de dólares. La aplicación describió el edificio como de uno y dos pisos de altura. Poco después, se obtuvo un préstamo de 500 000 dólares para la construcción del edificio. La piedra angular del nuevo edificio se colocó ceremonialmente el 6 de diciembre de 1922. Al año siguiente, se estaban erigiendo las columnas. Se proyectaba que el nuevo edificio del banco sería el segundo más grande de Midtown, después del edificio del Bowery Savings Bank en 110 East 42nd Street. En ese momento, el Greenwich Savings Bank tenía 94 026 cuentas y un total de 92 millones de dólares.
En enero de 1924, estaba previsto que el edificio abriera el mes siguiente. El 17 de mayo de 1924, dos días antes de la apertura de la nueva sede de Broadway, se trasladaron cien millones de dólares de las propiedades del Greenwich Savings Bank de la antigua sede, utilizando vehículos blindados custodiados por policías fuertemente armados. En ese momento, esto representó el segundo movimiento más valioso de tenencias bancarias en la historia de la ciudad de Nueva York, solo detrás de la reubicación del Bowery Savings Bank. Dos días después, la Caja de Ahorros de Greenwich se abrió al público. Con la apertura de la nueva sede, la anterior sede se convirtió en una de las sucursales del banco.

### Uso como banco
En el centenario del Greenwich Savings Bank, nueve años después de la apertura del nuevo edificio, el banco tenía 131 156 cuentas y 154 millones de dólares en depósitos. York y Sawyer presentaron planes en 1940 para agregar espacio para oficinas al edificio de la Caja de Ahorros de Greenwich a un costo de 100 000 dólares. El nuevo espacio de oficinas, equivalente a un tercio de un piso completo, se construiría entre las cerchas que sostenían el techo del área bancaria. El trabajo debía ser realizado por el contratista general Eglehart, Caldwell & Scott Inc., así como por los ingenieros consultores Meyer, Strong & Jones Inc. y H. Balcom Associates.
Con la desregulación bancaria en 1980, el Greenwich Savings Bank comenzó a tener grandes pérdidas y, en 1981, la Federal Deposit Insurance Corporation (FDIC) y el Departamento Bancario del Estado de Nueva York buscaron compradores para el banco. El edificio fue ocupado en 1981 por el Metropolitan Savings Bank, seguido en 1985 por el Crossland Savings Bank. Con el cierre o reducción de sucursales bancarias a fines del siglo XX, la Comisión de Preservación de Monumentos Históricos de la Ciudad de Nueva York (LPC) propuso designar varios interiores de bancos importantes en 1990, incluido el edificio Crossland Bank, el Manufacturers Hanover Building y el Apple Bank for Savings. El edificio se convirtió en una sucursal del Crossland Federal Savings Bank en enero de 1992 después de que la FDIC se apoderara del Crossland Savings Bank. El 3 de marzo de 1992, la LPC designó el edificio de la Caja de Ahorros de Greenwich y el vestíbulo bancario interior como un hito. Para entonces, el edificio era propiedad de Gerald y Malcolm Rosenberg, quienes se registraron como opuestos a la designación de hito.

### Conversión de oficinas y espacios para eventos
Leslie Wohlman Himmel y Stephen J. Meringoff de la firma Himmel & Meringoff Properties adquirieron el edificio de la Caja de Ahorros de Greenwich en 1999 por una suma no revelada. La empresa había tardado diez años en adquirir la propiedad del edificio, el arrendamiento de terrenos, las hipotecas y los arrendamientos de interiores. La firma planeaba alquilar 4366 m² en el edificio por 1,65 millones de dólares por año, con un inquilino que podría firmar un contrato de arrendamiento neto triple a largo plazo por al menos 10 años. Crearon varias representaciones para usos alternativos de la sala bancaria, incluido un auditorio, una sala de operaciones, un restaurante y una tienda. HSBC, que ocupaba el espacio bancario, planeaba trasladarse a un espacio mucho más pequeño en 1350 Broadway. Himmel & Meringoff no había querido vender el edificio, pero se vieron obligados a rechazar a varios solicitantes potenciales por no tener crédito suficiente.
HSBC partió en mayo de 2001 y Haier America, una subsidiaria de la empresa china de electrodomésticos Haier, compró el edificio el mes siguiente por 14 millones de dólares. La venta excluyó 21 832 m² de los derechos de desarrollo asociados con el edificio, que un comprador podría potencialmente transferir a una estructura cercana. Haier planeaba operar una sala de exhibición y un restaurante en el espacio bancario, arrendar las operaciones del restaurante a otra entidad y hacer de 1356 Broadway la sede de sus operaciones en las Américas. Según el director ejecutivo de Haier America, Michael Jemal, la empresa deseaba mantener el interior accesible al público. Gruzen Samton Architects estaba planeando una renovación de los interiores emblemáticos. En 2002, Haier cambió el nombre de la estructura a Haier Building. Haier instaló sus oficinas ejecutivas en el sótano, así como un área de recepción con una bodega de 122 botellas. En el piso superior, Haier mostró productos a clientes potenciales.
Poco tiempo después de la apertura de sus oficinas, Haier utilizó el área bancaria como sala de exposición de sus productos, incluidos refrigeradores y acondicionadores de aire; este uso se consideró un despilfarro y, en agosto de 2002, la empresa comercializó el área bancaria como un lugar para eventos llamado Gotham Hall. Se contrató a una empresa de gestión de eventos para operar Gotham Hall y arrendaron varias de las grandes salas del edificio Haier hasta 2033. La antigua sala bancaria, la sala de juntas y la oficina ejecutiva se alquilaron para eventos corporativos, fiestas privadas y otras funciones. Los eventos en Gotham Hall han atraído a invitados como el presidente estadounidense Barack Obama, la actriz Eva Mendes y el diseñador de moda Tommy Hilfiger.
En 2004, Haier empleaba a 120 personas en el edificio. Para evitar los excrementos de las palomas, los propietarios instalaron jaulas trampa para pájaros en la fachada, lo que provocó investigaciones de la Sociedad Estadounidense para la Prevención de la Crueldad contra los Animales. El edificio fue incluido en el Registro Nacional de Lugares Históricos el 16 de noviembre de 2005. Haier trasladó su sede norteamericana a Wayne, Nueva Jersey, en 2014, reubicando a unos 200 trabajadores. El edificio de la Caja de Ahorros de Greenwich se puso a la venta en junio de 2015 por una suma desconocida. El mismo año, Isaac Chetrit y Ray Yadidi compraron los derechos aéreos del edificio por $ 26 millones.